# Суп джуму
Суп джуму (англ. soup joumou, фр. soupe au giraumon) — тыквенный суп гаитянской кухни. В 2021 году суп джуму был внесен в список нематериального культурного наследия ЮНЕСКО.

## Приготовление
Суп джуму — это слегка острый суп, характерный для гаитянской кухни. Основными ингредиентами супа являются: тыква, говядина, картофель и зелёные овощи, такие как капуста, сельдерей и так далее.
Суп традиционно готовят из зимней тыквы (отличается от тыквы летней тем, что её собирают и едят на зрелой стадии, когда семена внутри полностью созреют, а кожура затвердеет и превратится в жёсткую), например, тюрбан-тыквы. Ломтики тыквы тушат в кастрюле вместе с кусочками говядины (обычно бычьего хвоста), картофелем, бананами и овощами, такими как маланга (корень таро), ямс, острый перец чили, морковь, зеленая капуста и лук. Затем тыкву пюрируют, обычно в кухонном комбайне, с водой, и пюре возвращают в кастрюлю. Затем вместе с соком лайма добавляют чеснок, соль и приправы, петрушку и другие травы и специи. Некоторые гаитяне добавляют тонкие макаронные изделия, такие как вермишель и макароны, и небольшое количество сливочного или растительного масла. 
Суп всегда подают горячим и обычно с нарезанным хлебом, который обмакивают в суп.

## История
Суп джуму посвящен освобождению Гаити от французского колониального господства 1 января 1804 года. Во время рабства только французские колониальные хозяева и владельцы плантаций могли наслаждаться этим деликатесом, приготовленным рабами. После революции свободные гаитяне, наконец, могли есть суп, и он стал символом их свободы, эмансипации и независимости. 1 января гаитяне и их диаспора отмечают этим супом первое успешное восстание рабов, которое передало политическую власть освобожденным рабам. 

## Признание ЮНЕСКО
В декабре 2021 года Гаити получила официальное признание традиции употребления супа джуму, он был внесён в Список шедевров устного и нематериального культурного наследия человечества ЮНЕСКО. Это было первое включение Гаити в список.